# Darth Bane
Darth Bane es un personaje ficticio del universo de Star Wars, es mencionado por primera vez en la novelización de Star Wars: Episodio I - La amenaza fantasma, Bane nació bajo el nombre de Dessel, en Apatros, su mundo natal. Fue uno de los más importantes Señores Oscuros de los Sith. Tras el final de las Nuevas Guerras Sith, Bane fue uno de los últimos en ser legitimado como Lord Sith y, como único superviviente de la batalla, reinventó la Orden Sith tras su destrucción. La revolución de Bane incluía la Regla de los Dos, una estructura que, debido al limitado número de Sith y la eliminación de las luchas internas que plagaban la Orden, llevaría siglos después, gracias a su sucesor Darth Sidious, al triunfo final sobre los Jedi y la República Galáctica.

## Biografía
Bane fue entrenado por el Maestro Lord Qordis, nunca acabó su entrenamiento pero se convirtió en uno de los Sith más poderosos de la Hermandad de la Oscuridad de un grupo de 20.000 guerreros oscuros liderados por Lord Kaan. Era un hombre cruel y despiadado que no dudaba en matar a enemigos o aliados para llevar a cabo sus propósitos. 
Kaan, temiendo que Bane acabara con él para liderar a los Sith, le envenenó. Pero este sobrevivió y fue en busca de Kaan al planeta Ruusan. Allí apartó temporalmente sus rencillas personales y su desprecio por los que se hacían llamar "Lores" sin serlo para dedicarse a derrotar al Ejército de la Luz, los Jedi liderados por Lord Hoth que se enfrentaban a los Sith en Ruusan. Bane creía que la manera de derrotar a los Jedi era atacar como uno solo apartando los resentimientos personales y así en grupo terminar con todos, pero los demás Sith no confiaban en sus estrategias y siguieron el plan de Kaan, aunque sabían que probablemente perderían. Kaan utilizó una técnica llamada Bomba Mental que encerró en una esfera los espíritus de todos los Jedi y los Sith de Ruusan.
Pero Bane sobrevivió a la devastación, y decidió fundar una nueva Orden Sith con unos estrictos preceptos que la salvaguardarían de la derrota. A partir de entonces, solo habría dos Sith, un Maestro y un Aprendiz, "Dos deberá haber; ni más ni menos. Uno para encarnar el poder, el otro para ansiarlo",  Bane formuló el concepto de la Regla de Dos después de descubrir un holocrón en el Templo de los Ancianos en Lehon. El holocrón pertenecía al antiguo Señor Sith Darth Revan que, justo como Exar Kun antes que él, había usado una versión temprana de la Regla de Dos cuando entrenó a su aprendiz, Darth Malak. Con el conocimiento obtenido del holocrón de Darth Revan, Bane pudo evitar mayores conflictos entre los Sith y continuar con la Orden Sith. 
Se puede ver alguna similitud entre la Regla de Dos y la costumbre de los Jedi de que un Maestro sólo tuviera un padawan a la vez. Bane incluso pudo haber basado su Regla en esta costumbre, viendo qué "correcta" y efectiva había sido a través de la historia. 
Se mantendrían ocultos a la espera del momento en que los Jedi fueran débiles para vengarse y acabar con ellos. Indica que los Lores Oscuros deben recibir un apelativo al ser declarados aprendices, y para crearlo se utilizaba el título Darth seguido de un "apellido". Los métodos de entrenamiento Sith eran brutales e intransigentes, basados en el despotismo absoluto y la búsqueda directa del poder. Los aprendices eran terriblemente vejados, su fortaleza derribada, su cuerpo maltratado y su mente torturada, todo según los deseos de su maestro y todo se hacía abiertamente y con franqueza.
Todo esto debía ser aprendido y dominado para conseguir la definitiva y ansiada venganza Sith. Una venganza que había sido formulada por Darth Bane.
Bane encontró y adoptó a una niña perdida, Darth Zannah, como aspirante a aprendiz en Ruusan. Se dirijio hacia la luna de Dxun en busca de antiguos conocimientos Sith, pero un accidente provocado por los espíritus de su antiguo maestro, Qordis, y su rival, Kaan, provocaron la destrucción de su nave quedando varado en Dxun. Allí llegó a la tumba de Freedon Nadd en la que encontró un Holocrón Sith y consiguió su armadura de orbaliskos, unos crustáceos simbiontes que se unieron a su cuerpo formando placas protectoras. Además agregaban sustancias a su cuerpo que le hacían más fuerte y más resistente. Una de las bestias aladas de Dxun le atacó, pero la armadura de orbaliskos y su dominio del lado oscuro le salvaron, y Bane utilizó a la bestia para volar hasta el contiguo planeta Onderon, donde entrenó a su aprendiz Zannah.

## Creación del personaje
El personaje de Darth Bane, y su creación de la Regla de los Dos, fue creada por George Lucas como parte de la retro-historia de los Sith que él había ideado para las trilogía de precuelas. La historia de Bane y otros muchos detalles fueron elaborados por escritores del universo expandido como Kevin J. Anderson, Darko Macan, y Drew Karpyshyn; relacionándolo también con la Batalla de Ruusan dada a conocer en la Saga Dark Forces. 
El Lord Sith Kopecz creyó en la posibilidad de que Darth Bane es el Sith'ar

## Apariciones
1. Star Wars: Darth Bane: Path of Destruction
2. Star Wars: Darth Bane: Rule of two
3. Los Jedi contra los Sith (Primera aparición)
4. Bane of the Sith
5. All for You (Posible aparición)
6. Star Wars Episodio I: La Amenaza Fantasma (novela) (Primera mención)
7. El Laberinto del Mal (Solo mencionado)
8. Star Wars Episodio III: La Venganza de los Sith (novela) (Solo mencionado)
9. Darth Vader: El Señor Oscuro (Solo mencionado)
10. Resurrection (Solo mencionado)
11. Star Wars: Galaxies (Solo mencionado)
12. Star Wars: The Clone Wars (espectro)